# Paul Caujolle
Paul Caujolle (1891-1955) fut maire de Siguer, conseiller général de l'Ariège et président de l'Ordre des experts - comptables, questeur du Conseil économique, avocat à la Cour d'appel de Paris. Maire de Siguer de 1923 à 1940, date à laquelle il est révoqué de sa commune par le régime de Vichy (« aucune image du Secours National n'a été vendue dans sa commune »). Par la suite, il devient un actif Résistant. Conseiller général de l'Ariège élu dans le canton de Vicdessos de 1925 à 1937.
Paul Caujolle, « Un Ariégeois formidable » décrit comme tel par Édouard Salustro dans l'entretien « Quand La France Découvre l’Audit ».

## Biographie
(août 2020).
- Naissance le 13 octobre 1891 à Saint-Girons (Ariège) fils d’Alexandre Caujolle, né en 1864, instituteur, et de Blanche Maury, institutrice, née en 1865. Son oncle est Sabas Maury
- 1895 au décès de sa mère Blanche, il est recueilli par Madame Catala sa marraine.
- 1903 Entrée au collège de Saint-Girons
- 1910 Sortie du collège de Saint-Girons reçu au baccalauréat de mathématiques et de philosophie.
- 1912 Maître d'internat au Lycée Carnot (Paris)
- 1913 Obtient les licences ès-sciences et en droit
- 1914 Appelé sous les drapeaux le 7 août
- 1915 promu sous lieutenant de réserve
- 1916 participe à toutes les actions du 15e régiment d'infanterie au deuxième bataillon compagnie M2 tout d'abord puis au premier bataillon compagnie M1 et le 28 janvier est blessé[3].
- 1917 le 7 novembre promu lieutenant à titre définitif[4]
- 1918 Chevalier de la Légion d'honneur avec cinq citations pour quatre blessures à Verdun (bois de Vaux cote 304)[5].
- 1923 Maire de Siguer jusqu'en 1940
- 1926 Conseiller général du canton de Vicdessos
- 1931 Deuxième mandat au conseil général du canton de Vicdessos
- 1936 le 20 septembre, à Laramade, Paul Caujolle, conseiller général du canton de Vicdessos (successeur de Théophile Delcassé), en présence de l'association des maires du canton du Vicdessos, inaugure en l’honneur de Théophile Delcassé, un monument constitué de 11 blocs de granit représentant les 11 communes du canton.
- 1942 le 18 avril, il est nommé président du conseil de l’Ordre des experts-comptables.
- 1945 Fin de la présidence du conseil de l’Ordre des experts-comptables.
- 1946 le 13 janvier, Paul Caujolle est élu président du nouveau conseil de l’Ordre des experts-comptables.
- 1946 Le 12 février, Paul Caujolle est nommé président d’honneur de l'Ordre des experts-comptables et reçoit la médaille d'or de l'Ordre.
- 1946 Allocution prononcée par Paul Caujolle à l’issue du banquet ayant réuni les membres de la région de Bordeaux à l’occasion de l’AG du 13 décembre 1946 réf RO40116915 [6].
- 1947 Vice-Président du conseil de la comptabilité.
- 1948 Paul Caujolle préside le premier congrès international de comptabilité.
- 1949 le 12 juillet, il prononce le discours de la distribution solennelle des prix au collège de Saint-Girons « Il y aura bientôt quarante ans que j’ai pour la dernière fois fermé mes livres et plié mes cahiers, et franchi la porte du collège....Au temps où j’étais à votre place, c’est-à-dire entre 1903 et 1910... Avant tout, soyez et restez dignes de la nation qui s’en remet à vous. Vous êtes comptables de vos efforts envers elle ».
- 1950 Président de l'Union des experts comptables européens.
- 1950 Inauguration le 25 juin 1950 à Saint-Girons du monument élevé à la gloire d'Oscar Auriac, inspecteur général de l'instruction publique, œuvre de Patrice Bonnet architecte et Carlo Sarrabezolles sculpteur.
- 1951 Nommé au Conseil économique et élu comme questeur.
- 1952 le 11 décembre, Paul Caujolle remet la rosette d'officier de la Légion d'honneur à Charles Marie Louis Joseph dit Carlo Sarrabezolles, sculpteur.
- 1955 le 18 août, décès de Paul Caujolle à Saurat et inhumation le 20 août au cimetière de Saurat à l’occasion de son inhumation, une médaille en bronze signée Carlo Sarrabezolles (1888-1971) est frappée.
- 1956 Paul Caujolle décédé est remplacé au Conseil de l’Ordre des experts - comptables par Gilbert Hervé-Gruyer, conseiller maître à la cour des comptes et président de l’Académie de comptabilité[7]

## Œuvres
- Paul Caujolle « Sa vie – Son œuvre », collectif Ed Imp. Moderne, Montrouge, 15 octobre 1956
- Droit Pénal Général et Législation Pénale appliquée aux affaires : 3e édition, refondue par Jean Robert, Programme de la 2e partie de l’examen préliminaire à l’obtention du diplôme d’expert-comptable, éd. Presses universitaires de France, Rennes, Imp. Oberthur (1961). Par Maurice Patin[8], Paul Caujolle, Maurice Aydalot[9], Jean Robert – Presses universitaires de France (Bibliothèque de l’École nouvelle d’organisation économique et sociale) 331 p., Paris, 1961 3e Ed refondue.
- Charbonnages de France. Plan comptable, Édition 1948. Préface par Paul Caujolle
- Rapport de M. Paul Caujolle, président de l'Ordre des experts-comptables, sur l'activité du Conseil supérieur de l'Ordre national des experts-comptables et des comptables agréés pour la période 20 décembre 1944 - 12 mai 1945, Bulletin de l'Ordre, mai 1945, no 4, p : 4.
- Préface du livre de Paul Loeb Le Budget de l’entreprise 1956 Presses universitaires de France VIII-332-XII Paris (EMP 98.461) et 2e éd. remaniée par Alain de Chazourmes et Jacques Frinault, Presses Universitaires de France, 1966, 2 vol.

## Décorations
- Croix de guerre 1914–1918
- Croix de guerre 1939–1945
- Chevalier de la Polonia Restituta
- Médaille de la Résistance française
- Grand officier de la Légion d'honneur, l'insigne lui sera remise par Paul Ramadier.